# Château de Kéravéon
Le château de Kéravéon (ou château de Keravéon,) est un château français situé à Erdeven, dans le Morbihan, en région Bretagne.

## Situation
Le château est situé au lieu-dit Kéravéon, à environ 1 km à vol d'oiseau au nord du centre-ville d'Erdeven.

## Histoire
Le site semble occupé dès le IXe siècle, siège de la seigneurie de Keravéon. Pour autant, le premier édifice est attribué à Pierre de Talhouët au milieu du XIVe siècle, siège de la seigneurie de Keravéon. Celui-ci est agrandi au XVIIe siècle et reconstruit au XIXe siècle.
Le château est la propriété de la famille de Talhouët entre le XIIIe et le XVIIIe siècle, avant de passer à la famille Cambout de Coislin en 1761.
En 1795, pour superviser les opérations de défense contre le débarquement de Quiberon, le château est utilisé comme quartier général par le général Hoche. Les troupes républicaines, néanmoins, l'incendient avant de le quitter à la fin des hostilités. Racheté en 1798 par Adélaïde de Coislin de Botdéru, celle-ci le remet en état. C'est notamment dans la première moitié du XIXe siècle qu'est rénovée la tour de 5 étages (1822-1823) par les services de l'État, celle-ci servant d'amer pour la navigation côtière. De cette époque, entre 1811 et 1845, datent également l'extension du corps de logis et la construction d'une galerie, la construction de nouveaux communs en arc de cercle au sud du château ou le réaménagement du parc. 
À la mort de la comtesse, en 1847, le domaine est acheté par le vicomte de Soussay.
En 1981, la commune se porte acquéreuse de la maison de garde, qu'elle transforme en gîte. À la fin du XXe siècle, le domaine devient hôtellerie de luxe sous l'impulsion de la famille Géraud-Diamedo et du groupe Odalys Vacances.
Le colombier et le portail d'entrée sont inscrits au titre des monuments historiques par arrêté du 19 novembre 1941.

## Architecture
Au corps de logis du XVIIe siècle, situé au nord du parc, est accolée une grande tour au XIXe siècle. Le logis est composé d'une aile principale à sept travées, de laquelle émergent deux pavillons. Le pavillon nord constitue l'ancien donjon rénové, d'une hauteur de 5 étages (dont un de combles). Celui-ci est construit selon un plan rectangulaire et est coiffé d'un lanterneau. La rénovation du XIXe siècle a été effectuée dans le style néoclassique en vogue à l'époque.
À l'intérieur, la galerie du rez-de-chaussée est dallée de noir et blanc. Deux escaliers, l'un dans la tour, l'autre dans l'aile sud (auquel est adjoint un ascenseur en 1972), desservent les étages.
Le château était protégé par une enceinte triple, composée de murs, douves et échauguettes, percée d'un vaste portail d'entrée. Encadré de deux grosses tours,, ce portail circulaire est surmonté d'un fronton elliptique qui a porté des armoiries en relief. Une maison de garde, une orangerie, des écuries, un puits, un colombier cylindrique portant un campanile sur six fûts en pierre faisaient partie des communs.
À l'intérieur de l'enceinte, un parc de 20 ha, comprenant notamment trois plans d'eau, est ouvert au public.

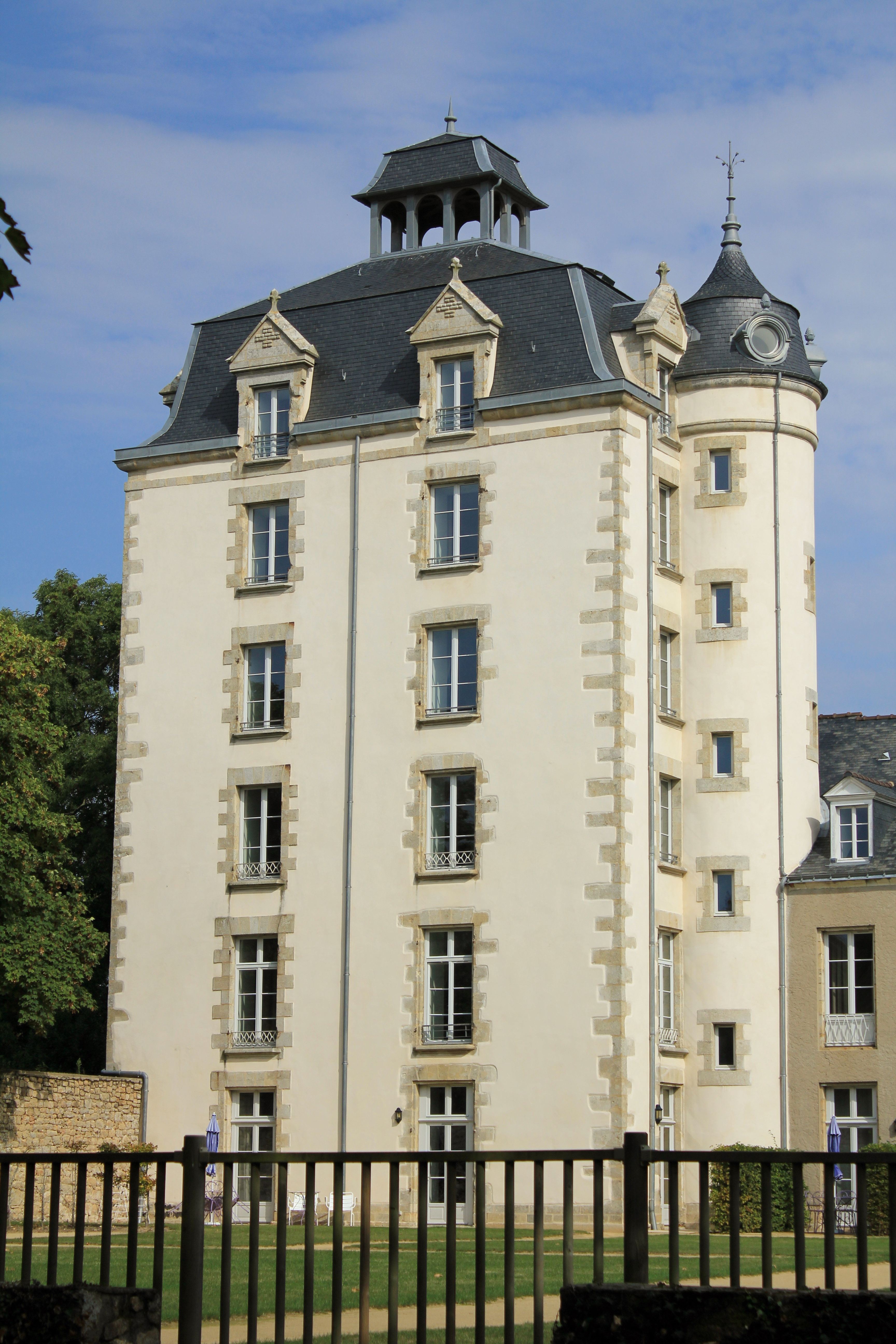
La tour nord.
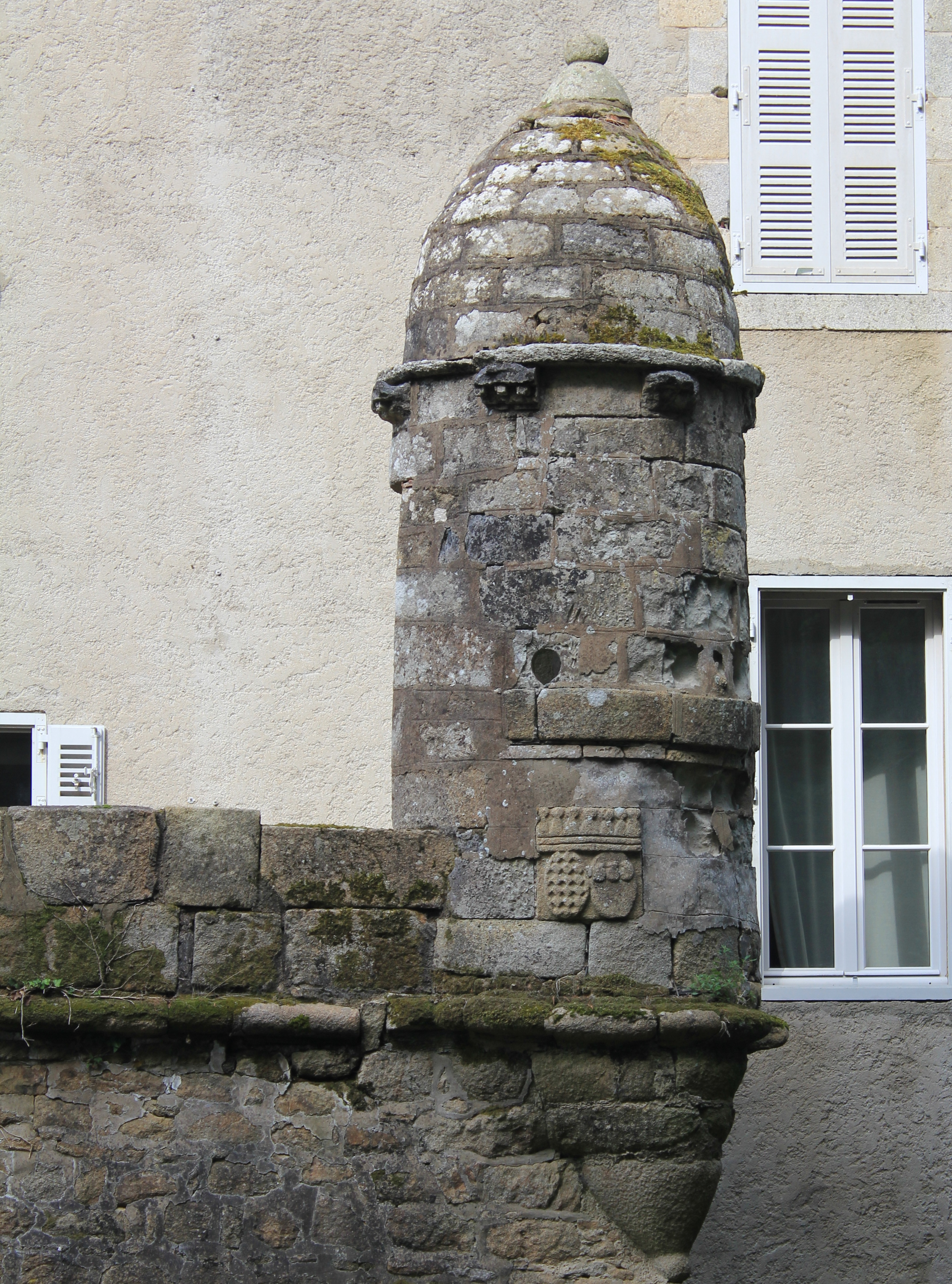
Une échauguette.
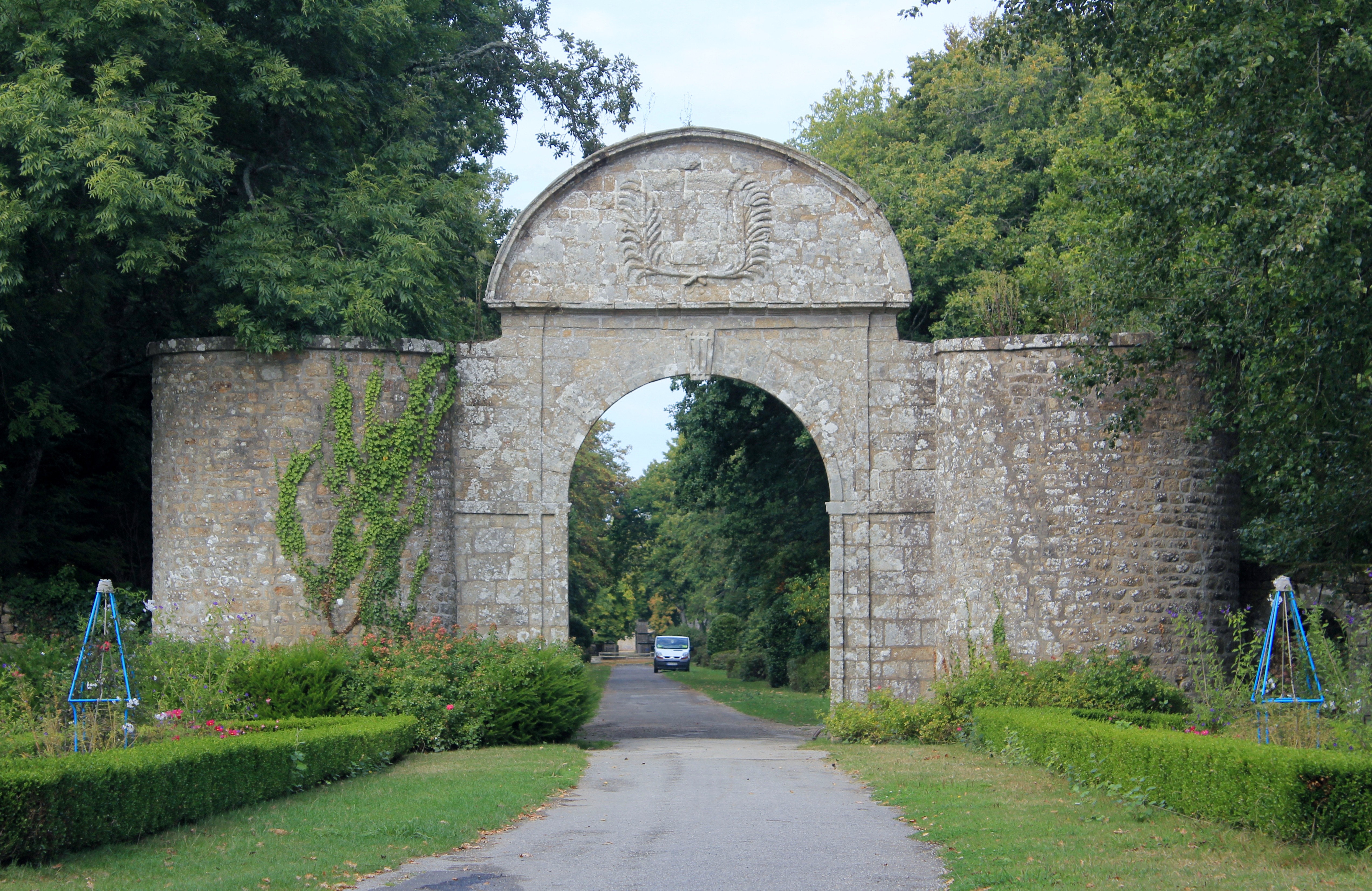
Le portail d'entrée.
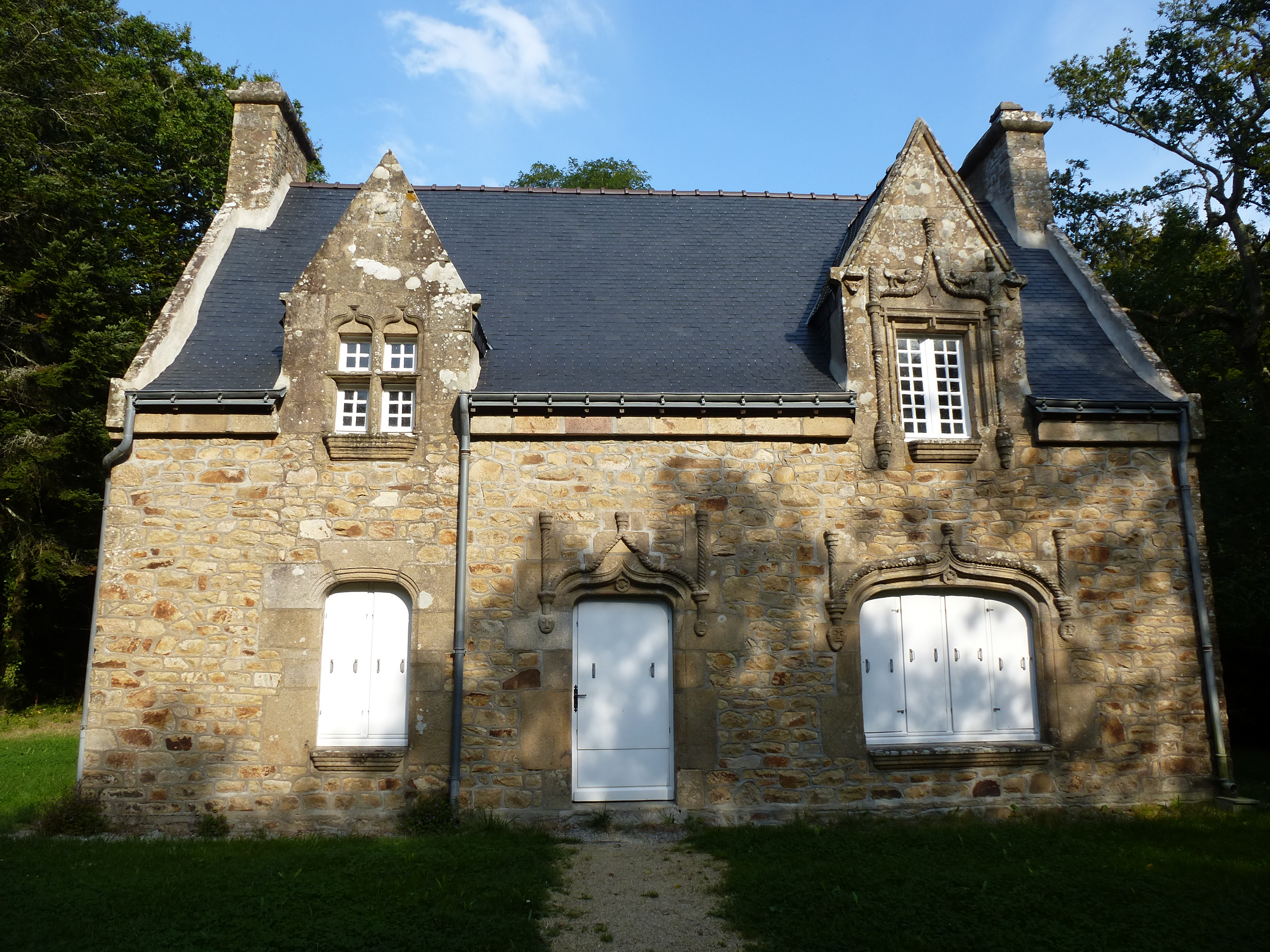
La maison de garde.
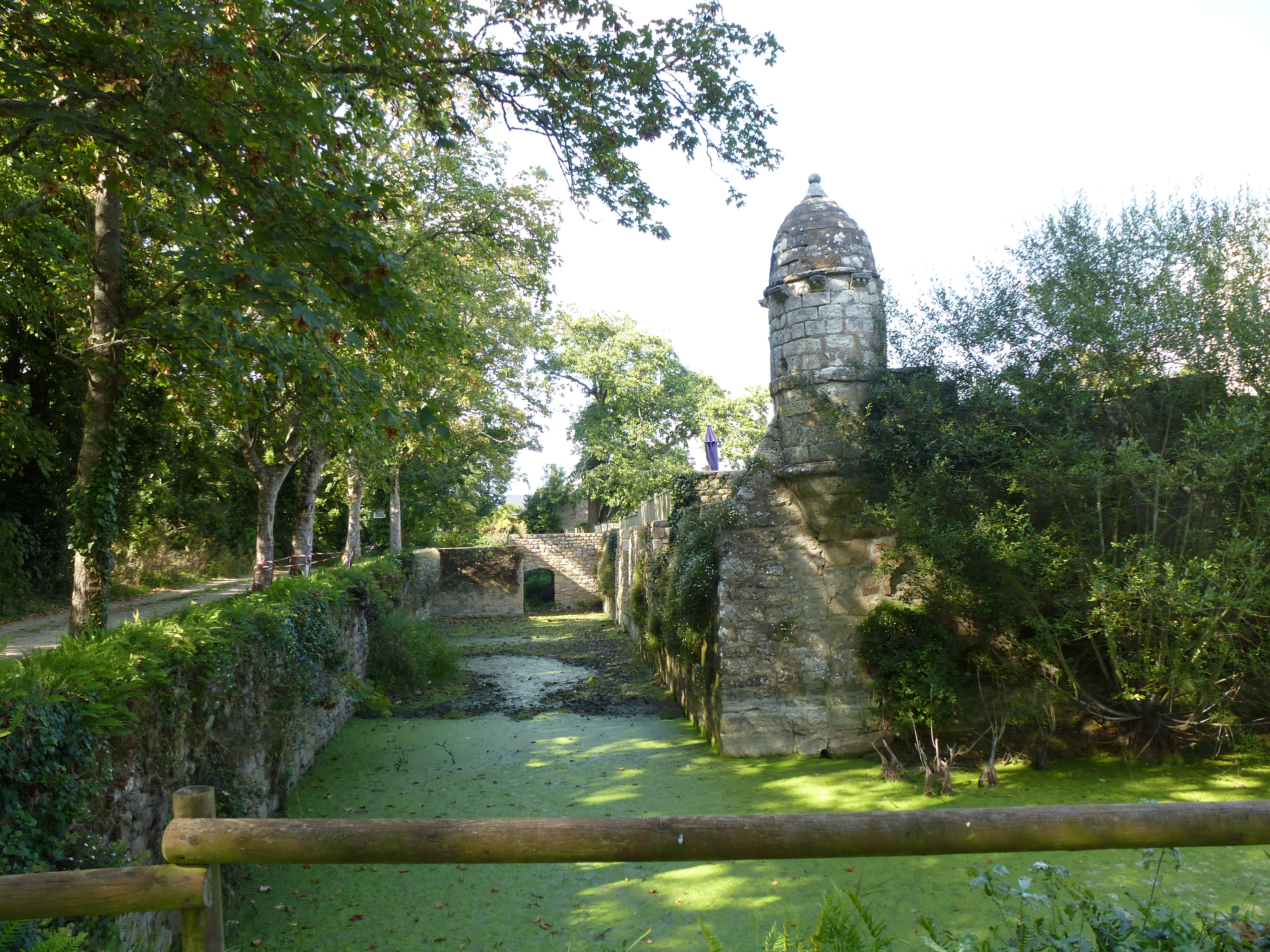
Les douves.
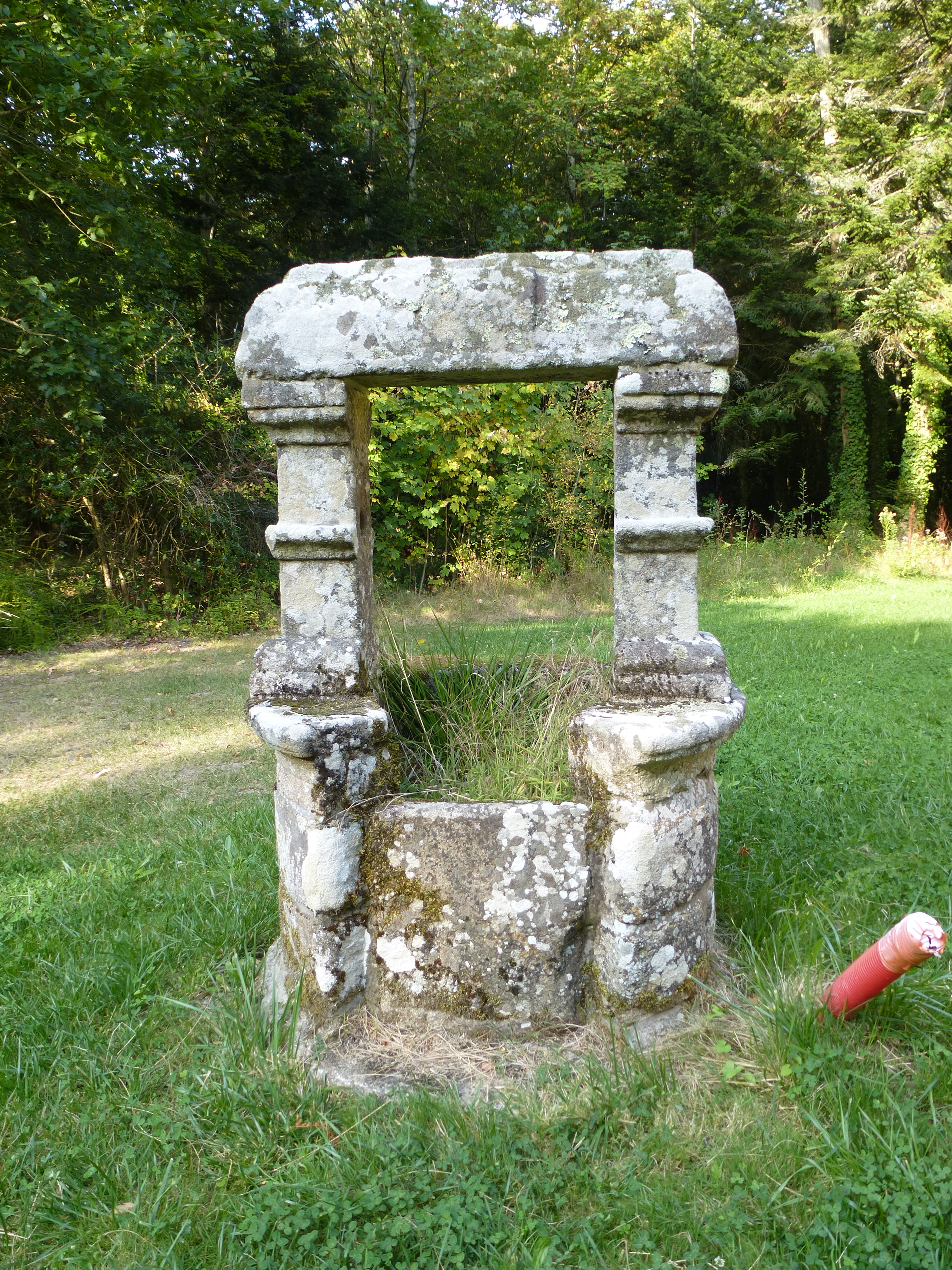
Le puits.